# Caucus van Minnesota 2008
De caucus van Minnesota is een voorverkiezing die op 5 februari 2008 werd gehouden, de dag van Super Tuesday. Barack Obama en Mitt Romney wonnen.

## Democraten
| Legenda: | Teruggetrokken voor de caususes |

| Minnesota Democratische caucus 2008 99.76% of precincts reporting | Minnesota Democratische caucus 2008 99.76% of precincts reporting | Minnesota Democratische caucus 2008 99.76% of precincts reporting | Minnesota Democratische caucus 2008 99.76% of precincts reporting |
| Kandidaat                                                         | stemmen                                                           | Percentage                                                        | Nationale gedelegeerden                                           |
| ----------------------------------------------------------------- | ----------------------------------------------------------------- | ----------------------------------------------------------------- | ----------------------------------------------------------------- |
| Barack Obama                                                      | 142.109                                                           | 66,39%                                                            | 48                                                                |
| Hillary Clinton                                                   | 68.994                                                            | 32,23%                                                            | 24                                                                |
| John Edwards                                                      | 985                                                               | 0,46%                                                             | 0                                                                 |
| Dennis Kucinich                                                   | 361                                                               | 0,17%                                                             | 0                                                                 |
| Joe Biden                                                         | 129                                                               | 0,06%                                                             | 0                                                                 |
| Bill Richardson                                                   | 82                                                                | 0,04%                                                             | 0                                                                 |
| Christopher Dodd                                                  | 77                                                                | 0,04%                                                             | 0                                                                 |
| Frank Lynch                                                       | 17                                                                | 0,01%                                                             | 0                                                                 |
| Neutraal                                                          | 1.312                                                             | 0,61%                                                             | 0                                                                 |
| Totaal                                                            | 214.066                                                           | 100,00%                                                           | 72                                                                |

## Republikeinen
| Kandidaten    | Stemmen | Percentage | Nationale gedelegeerden |
| ------------- | ------- | ---------- | ----------------------- |
| Mitt Romney   | 25.990  | 41,37%     | 38                      |
| John McCain   | 13.826  | 22,01%     | 0                       |
| Mike Huckabee | 12.493  | 19,88%     | 0                       |
| Ron Paul      | 9.852   | 15,68%     | 0                       |
| Alan Keyes    | 368     | 0,59%      | 0                       |
| Totaal        | 62.828  | 100%       | 38                      |